# Xochitlán, Veracruz
Xochitlán är en ort i Mexiko.   Den ligger i kommunen Texistepec och delstaten Veracruz, i den sydöstra delen av landet, 500 km öster om huvudstaden Mexico City. Xochitlán ligger 12 meter över havet och antalet invånare är 249.
Terrängen runt Xochitlán är platt. Runt Xochitlán är det ganska glesbefolkat, med 47 invånare per kvadratkilometer. Närmaste större samhälle är Cosoleacaque, 16,3 km nordost om Xochitlán. Trakten runt Xochitlán består till största delen av jordbruksmark.